# 야마다촌 (이바라키현)
야마다촌(山田村)은 이바라키현 구지군에 일찍이 존재했던 촌이다.

## 지리
- 현재의 히타치오타시 중부에 해당한다.
- 촌은  아부쿠마 산지의 일부에 위치하여 산이 많은 지형이다.

## 역사
- 1889년 4월 1일 - 정촌제 시행에 의해 구지군 야마다촌이 성립하였다.
- 1955년 3월 1일 - 소매와다촌, 가와치촌의 일부와 합병해 스이후촌이 성립하여, 야마다촌은 소멸하였다.

## 인구
| 189년  | 2,542 |
| 1920년 | 2,824 |
| 1935년 | 2,961 |
| 1950년 | 3,375 |

## 참고문헌
- 水府村史編さん委員会編 『水府村史』、水府村、1971年
- 角川日本地名大辞典編纂委員会『가도카와 일본 지명 대사전 8 茨城県』、가도카와 쇼텐、1983年 ISBN 4040010809